# Орловське міське поселення (Агінський район)
Орло́вське міське поселення (рос. Орловское городское поселение) — міське поселення у складі Агінського району Забайкальського краю Росії.
Адміністративний центр — селище міського типу Орловський.

## Населення
Населення міського поселення становить 1964 особи (2019; 2217 у 2010, 2374 у 2002).

## Склад
До складу міського поселення входять:
| Населений пункт                  | Населення, осіб (2002) | Населення, осіб (2010) |
| -------------------------------- | ---------------------- | ---------------------- |
| Делберхей, село                  | 15                     | 17                     |
| Занта, село                      | 11                     | 6                      |
| Орловський, селище міського типу | 2348                   | 2194                   |